# Maestro del Plinio di Giovanni Pico della Mirandola
Il Maestro del Plinio di Giovanni Pico della Mirandola, abbreviato come Maestro di Pico (fl. XV secolo), è il nome dato al miniatore che intorno al 1481 illustrò una copia della Naturalis historia di Plinio il Vecchio.

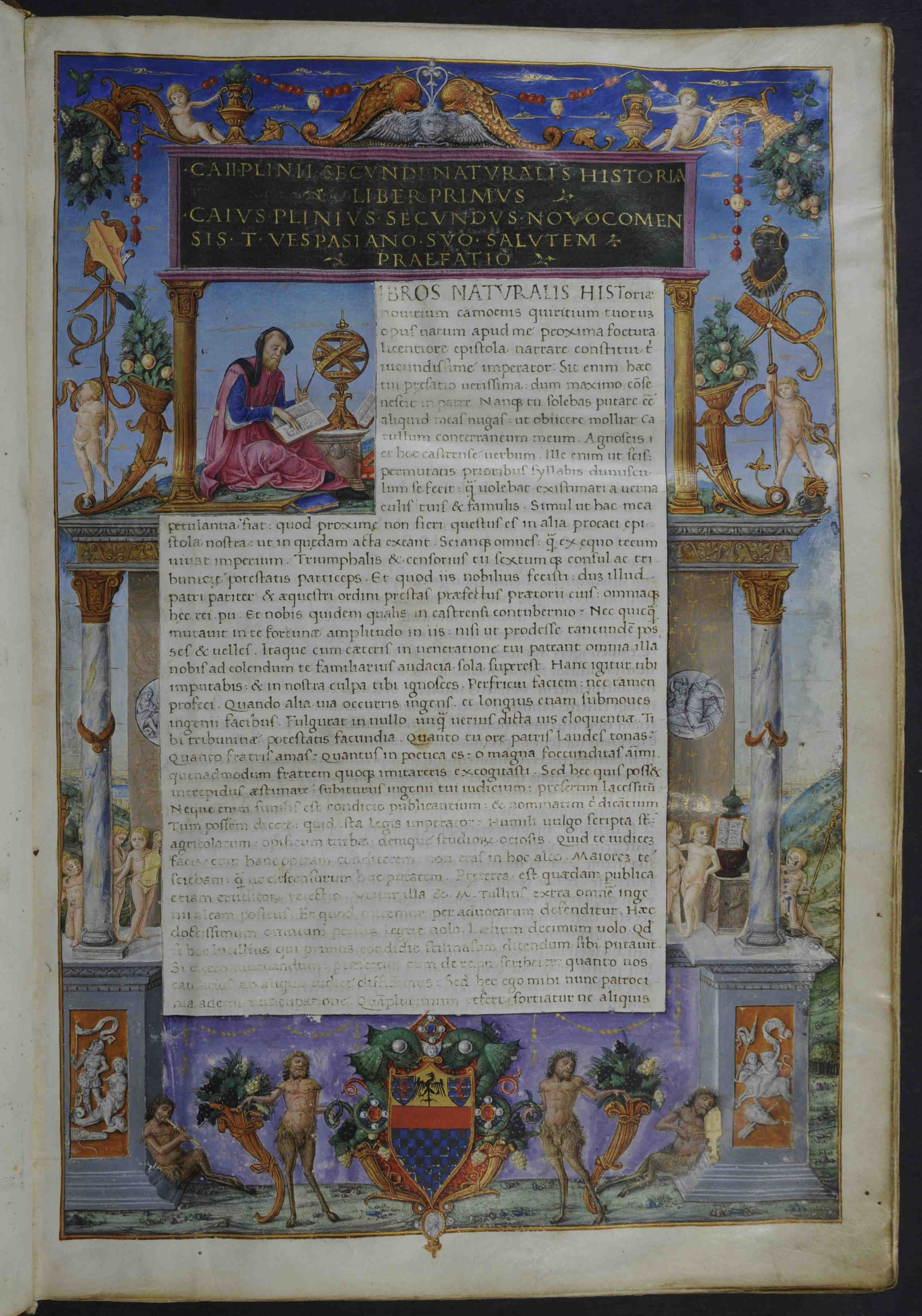
La Naturalis historia miniata dal Maestro di Pico. Nella parte inferiore è presente lo stemma di Giovanni Pico della Mirandola

Il manoscritto fu creato per il filosofo umanista Giovanni Pico della Mirandola. Dato che il maestro miniatore non è stato identificato esattamente, il suo nome di emergenza è dato dall'opera creata.
Il Maestro di Pico lavorò probabilmente prima a Ferrara e poi a Venezia. Si ritiene che il suo lavoro sia stato effettuato tra il 1469 e il 1505, quando si specializzò nell'elaborata pittura di manoscritti per cittadini esigenti e molto ricchi di queste città. Da un lato dipinse alcune opere religiose, ma fu anche attivo nell'illustrazione di note opere secolari della letteratura rinascimentale. Dopo il 1490 si dice che abbia fornito anche xilografie per le prime edizioni a stampa di tali opere.

## Lavori
- Illustrazione alla Historia naturalis di Plinio [1]

Oltre all'opera omonima, al Maestro di Pico sono attribuite anche altre opere, tra cui:
- una Bibbia italiana splendidamente miniata, stampata a Venezia nel 1471, oggi nella biblioteca centrale di Zurigo [2]
- un libro d'ore del 1482 per Ulrich Kneußl, preposto di Trient e Bressanone, oggi nella biblioteca del monastero cistercense di Stams [3]

Il Maestro di Pico fu forse coinvolto nelle xilografie per l'edizione a stampa del Decamerone o nelle illustrazioni basate sulle sue biografie di uomini e donne famosi dell'antichità e del Medioevo, un tema tipico del Rinascimento per l'edificazione della ricca borghesia, alla quale Petrarca aveva già lavorato.

## Identificazione
Alcuni studiosi ritengono che il Maestro di Pico potrebbe essere stato Bartolomeo del Tintore, un pittore di miniature che iniziò a lavorare a metà del XV secolo a Bologna . Tuttavia, questa ipotesi rimane controversa nel mondo accademico.